# Andersonoplatus lagunanegra
Andersonoplatus lagunanegra es una especie de escarabajo del género Andersonoplatus, familia Chrysomelidae. Fue descrita científicamente por Linzmeier & Konstantinov en 2018.
Habita en Venezuela.

## Descripción
La longitud del cuerpo es de 2,16–2,32 mm y ancho 0,97–1,02 mm, brillante con abundante pelaje. A. lagunanegra es de color marrón a oscuro.